# Le Bassin de J. W.
Le Bassin de J. W. é um filme franco-português de longa-metragem, realizado por João César Monteiro no ano de 1997.